# Bhakta Bahadur Sapkota
Bhakta Bahadur Sapkota (ur. w 1947) – nepalski lekkoatleta (maratończyk), olimpijczyk.
Brał udział w Letnich Igrzyskach Olimpijskich 1972 w Tokio. Wystąpił w biegu maratońskim, w którym zajął 60. miejsce (z czasem 2:57:58,8). Wśród zawodników sklasyfikowanych wyprzedził jedynie Boliwijczyka Crispina Quispe i Haitańczyka Maurice’a Charlotina.
Służył w nepalskiej armii.